# Caloire
Çaloire redirige ici.
Caloire, [salwaʁ], orthographié localement Çaloire, est une commune française située dans le département de la Loire en région Auvergne-Rhône-Alpes.

## Géographie
Çaloire est située à 20 km de Saint-Étienne.
La superficie de la commune est de 4,7 km2 ; son altitude varie de 421  à   772 mètres.
|                           | Chambles                | Saint-Étienne (Saint-Victor-sur-Loire) |
| Saint-Maurice-en-Gourgois | Çaloire                 |                                        |
|                           | Saint-Paul-en-Cornillon | Unieux                                 |

### Hydrographie
Elle est bordée par la Loire à l'est et au sud.

### Climat
Pour des articles plus généraux, voir Climat d'Auvergne-Rhône-Alpes et Climat de la Loire.
En 2010, le climat de la commune est de type climat océanique dégradé des plaines du Centre et du Nord, selon une étude du Centre national de la recherche scientifique s'appuyant sur une série de données couvrant la période 1971-2000. En 2020, Météo-France publie une typologie des climats de la France métropolitaine dans laquelle la commune est exposée à un climat de montagne ou de marges de montagne et est dans la région climatique Nord-est du Massif Central, caractérisée par une pluviométrie annuelle de 800 à 1 200 mm, bien répartie dans l’année.
Pour la période 1971-2000, la température annuelle moyenne est de 10,6 °C, avec une amplitude thermique annuelle de 16,8 °C. Le cumul annuel moyen de précipitations est de 737 mm, avec 8,5 jours de précipitations en janvier et 6,4 jours en juillet. Pour la période 1991-2020, la température moyenne annuelle observée sur la station météorologique de Météo-France la plus proche, « Saint-Étienne-Bouthéon », sur la commune d'Andrézieux-Bouthéon à 12 km à vol d'oiseau, est de 11,9 °C et le cumul annuel moyen de précipitations est de 728,3 mm,. Pour l'avenir, les paramètres climatiques de la commune estimés pour 2050 selon différents scénarios d'émission de gaz à effet de serre sont consultables sur un site dédié publié par Météo-France en novembre 2022.

## Urbanisme

### Typologie
Au 1er janvier 2024, Caloire est catégorisée commune rurale à habitat dispersé, selon la nouvelle grille communale de densité à sept niveaux définie par l'Insee en 2022.
Elle est située hors unité urbaine. Par ailleurs la commune fait partie de l'aire d'attraction de Saint-Étienne, dont elle est une commune de la couronne,. Cette aire, qui regroupe 105 communes, est catégorisée dans les aires de 200 000 à moins de 700 000 habitants,.

## Toponymie
Réunion de hameaux situés en deçà Loire, d'où Çaloire.

## Histoire
Devenue commune sous la Révolution par la réunion de plusieurs hameaux, Çaloire n'a jamais eu d'église ni de cimetière, dépendant en cela de Saint-Paul-en-Cornillon sa voisine.
Le siège de la commune est à Vareilles.

## Politique et administration
| Période                                  | Période      | Identité        | Étiquette | Qualité  |
| ---------------------------------------- | ------------ | --------------- | --------- | -------- |
| Les données manquantes sont à compléter. |              |                 |           |          |
|                                          | juin 1995    | Rolland Verdié  |           |          |
| juin 1995                                | mars 2008    | François Jamond |           |          |
| mars 2008                                | octobre 2010 | Gaston Dupuy    |           |          |
| octobre 2010                             | mai 2020     | Gilles Estable  | LR        | Retraité |
| mai 2020                                 | En cours     | Gilles Boudard, |           |          |

## Démographie
L'évolution du nombre d'habitants est connue à travers les recensements de la population effectués dans la commune depuis 1793. Pour les communes de moins de 10 000 habitants, une enquête de recensement portant sur toute la population est réalisée tous les cinq ans, les populations de référence des années intermédiaires étant quant à elles estimées par interpolation ou extrapolation. Pour la commune, le premier recensement exhaustif entrant dans le cadre du nouveau dispositif a été réalisé en 2007.

En 2022, la commune comptait 322 habitants, en évolution de −1,83 % par rapport à 2016 (Loire : +1,32 %, France hors Mayotte : +2,11 %).
| 1793 | 1800 | 1806 | 1821 | 1831 | 1836 | 1841 | 1846 | 1851 |
| ---- | ---- | ---- | ---- | ---- | ---- | ---- | ---- | ---- |
| 295  | 211  | 299  | 291  | 335  | 327  | 267  | 228  | 242  |

| 1856 | 1861 | 1866 | 1872 | 1876 | 1881 | 1886 | 1891 | 1896 |
| ---- | ---- | ---- | ---- | ---- | ---- | ---- | ---- | ---- |
| 225  | 213  | 180  | 166  | 192  | 175  | 192  | 201  | 191  |

| 1901 | 1906 | 1911 | 1921 | 1926 | 1931 | 1936 | 1946 | 1954 |
| ---- | ---- | ---- | ---- | ---- | ---- | ---- | ---- | ---- |
| 159  | 159  | 150  | 110  | 129  | 135  | 112  | 101  | 139  |

| 1962 | 1968 | 1975 | 1982 | 1990 | 1999 | 2006 | 2007 | 2012 |
| ---- | ---- | ---- | ---- | ---- | ---- | ---- | ---- | ---- |
| 124  | 108  | 169  | 195  | 227  | 273  | 320  | 327  | 347  |

| 2017 | 2022 | - | - | - | - | - | - | - |
| ---- | ---- | - | - | - | - | - | - | - |
| 316  | 322  | - | - | - | - | - | - | - |

## Culture locale et patrimoine

### Lieux et monuments
Début 2017, la commune est « réputée sans clochers ».

### Héraldique
| Blason | Blasonnement : Parti d’argent et d’azur, à la fasce de l’un en l’autre chargée de trois merlettes de sable, celle du milieu brochant sur la partition. |